# Gulåstjärnen, Jämtland
Gulåstjärnen är en sjö i Östersunds kommun i Jämtland och ingår i Indalsälvens huvudavrinningsområde. Sjön har en area på 0,138 kvadratkilometer och ligger 375,2 meter över havet. Sjön avvattnas av vattendraget Töjsan.

## Delavrinningsområde
Gulåstjärnen ingår i det delavrinningsområde (704263-145386) som SMHI kallar för Utloppet av Gulåstjärnen. Medelhöjden är 403 meter över havet och ytan är 4,94 kvadratkilometer. Det finns ett avrinningsområde uppströms, och räknas det in blir den ackumulerade arean 23,06 kvadratkilometer. Töjsan som avvattnar avrinningsområdet har biflödesordning 3, vilket innebär att vattnet flödar genom totalt 3 vattendrag innan det når havet efter 242 kilometer. Avrinningsområdet består mestadels av skog (60 procent) och sankmarker (22 procent). Avrinningsområdet har 0,14 kvadratkilometer vattenytor vilket ger det en sjöprocent på 2,8 procent.